# Agladrillia anadelgado
Agladrillia anadelgado é uma espécie de gastrópode do gênero Agladrillia, pertencente a família Drilliidae.